# Ràtzia de 1330
La ràtzia de 1330 fou una de les campanyes de la Guerra de l'Estret.

## Antecedents
El 21 de setembre de 1292 Tarifa fou conquerida als benimerins després d'un setge pel rei Sanç IV significant el trencament del pacte amb Muhàmmad II al-Faqih en no cedir la plaça al regne nassirita. Alonso Pérez de Guzmán fou nomenat governador. El 1294 els benimerins es van presentar a la ciutat i la van assetjar però el setge va fracassar i va restar cristiana.
En 1329 els granadins havien recuperat la seva aliança amb els benimerins, que van refermar la seva posició a Algesires, Ronda i Màlaga. A l'abril les terres de la Procuració General d'Enllà Xixona, esperaven un atac dels 1000 genets concentrats a Baza i el setembre es temia que o de les cinc galeres i tres llenys que s'havien armat a Vera. A principìs de 1330 el Papa Joan XXII tres anys de delmes als reis d'Aragó, Castella i Portugal amb l'obligació de fer almenys una expedició a l'Emirat de Gharnata en la qual havien d'acudir personalment.
El 1330, coincidint amb l'atac del Regne de Castella, amb 500 genets del Regne de Portugal a la frontera occidental, que acabà amb la batalla de Teba, es determinà endegar una ràtzia a la frontera murcianoandalusina en el context de la croada contra l'emirat de Gharnata iniciada en 1330: amb la presència d'Alfons XI de Castella al front occidental, les tropes castellanes i valencianes tractaren de causar tots els danys que pogueren a les poblacions de la part oriental, sortint de Llorca.

## La Ràtzia
Jofré Gilabert de Cruïlles, i el mestre de l'Orde de Montesa, Pere de Thous acordaren amb els principals magnats castellans presents a la zona, Joan Manuel de Castella, Joan III Nunyez de Lara i el bisbe de Múrcia, una incursió que havia de començar el diumenge 26 d'agost des de Llorca, la veritable plaça forta de la frontera cristiana, on no foren admeses les tropes de Bernat I de Cabrera.
S'hi reuniren 2.000 peons i entre 700 i 800 cavallers, amb predomini de genets lleugers, característics d'aquests atacs. Abans de partir, el diumenge al matí se celebrà una missa, bo i solemnitzant l'eixida com un acte de guerra santa.
L'exèrcit es dividí en dos cossos. Amb Jofré Gilabert de Cruïlles aniria la cavalleria lleugera i el gruix dels peons i de l'altra, la cavalleria pesant, comandada per Pere de Thous i Arnau d'Alós seguiria el seu propi trajecte, quedant tots plegats per a un moment posterior.
El grup de Gilabert de Cruïlles arribà al vespre a Santopétar, on romangué fins al dilluns, d'on partí a les tres de la vesprada en direcció a Chercos, on arribà a l'alba del dimarts, després d'haver viatjat sense descans, i on atacaren el raval, i a continuació es dirigiren a Líjar i Albánchez, on talaren les hortes, abans de desplaçar-se a Almanzora, on s'havia fixat la cita amb l'altre grup.
La cavalleria pesant arribà a Huércal el dilluns al matí, es talà l'horta i alguns cavallers perseguiren els musulmans concentrats a l'altra banda del riu, fins que aquests es refugiaren al castell i la resta de l'exèrcit s'hi acostà a lluitar però sense poder pendre'l, de manera que els cavallers es retiraren a arrasar les collites. L'endemà partiren cap a Zurgena i Arboleas, on talaren les hortes, i al vespre anaren a al-Mansura, de manera que, tots plegats, es dedicaren a talar l'horta tota aquella nit.
El dimecres l'exèrcit es dirigí, pujant per la riba del riu, fins a Albox talant sense deturador, i en arribar una part dels cavallers es dirigiren al castell, mentre la resta de les tropes es dedicaven a assaltar tota la vila, però la bona disposició defensiva del castell evità la presa. Després de dinar, 80 cavallers i 200 peons es quedaren protegint la retirada de la resta de l'exèrcit per la rambla d'Albox, continuant amb les tales.
Dijous, mentre un altre grup es quedava a Overa es realitzà l'atac a Vera, om sortí al pas la cavalleria nassarita, amb la qual hi hagué enfrontaments, però l'exèrcit retornà, descansant a Cuevas del Almanzora, l'endemà a Pulpí i el dissabte arribaren tots a Llorca.

## Conseqüències
Pero Gras, l'alfaquec de Llorca fou empresonat perquè Alfons XI de Castella assegurà que subministrava informació a l'emir de Gharnata.
Amb la treva signada en 19 febrer de 1331 s'acabà la campanya d'Alfons XI de Castella, els granadins van poder concentrar les seves forces, consistents en dos mil cinc-cents homes a cavall i dotze mil a peu, comandats per Abu-l-Nuaym Ridwan ibn Abd Allah a la frontera amb la Corona d'Aragó.
Els granadins, amb reforços arribats del Marroc, des de la seva base d'Algesires, prengueren Gibraltar i Xerès. Els granadins, encapçalats per Abu-l-Nuaym Ridwan, amb un exèrcit de cinc mil homes a cavall, quinze mil peons, entre ells cinc mil ballesters, i algunes màquines de guerra que llançaven boles de foc, va entrar en el Regne de València per Oriola i en 18 d'octubre de 1331 s'establí el setge i l'endemà Guardamar fou abatut i pres per complet, morint vint-i-dos dels soldats defensors, i la resta, sent capturats amb la resta de la població.
L'exèrcit d'Abu-l-Nuaym Ridwan prengué 1.500 captius, i uns altres 1.500 moros de la vall d'Elda, forçats o voluntàriament, per marxar amb ells a l'Emirat de Gharnata. Alguns foren autoritzats a retornar en els anys següents. Tement que els granadins tornessin a atacar Oriola o Alacant, el rei va ordenar al portantveus del procurador reial Jofré Gilabert de Cruïlles reunir tots els cavallers i infants del territori a Alacant a finals d'octubre.
El 1332, Ridwan va atacar de nou la frontera i l'abril va posar setge a Elx, que va aixecar després de talar l'horta en saber que Alfons el Benigne s'acostava amb el seu exèrcit. Després de la retirada, els granadins, amb reforços benimerins van assetjar i prendre Gibraltar.
Jofré Gilabert de Cruïlles, el comanador de l'orde de Montesa Xivert Dalmau de Cruïlles, el noble i adelantado don Joan Manuel i el bisbe de Múrcia acordaren, tots plegats, fer una entrada en terra de moros, la qual eixiria novament de Lorca a finals d'agost de 1333.